# 加里·洛德
加里·洛德（英語：Gary Lord，1967年11月30日—），澳大利亚男子游泳运动员，主攻自由泳。他曾代表澳大利亚参加1990年英联邦运动会游泳比赛，获得男子4×200米自由泳接力金牌。